# Tecnológico Campo Verde Pucallpa
Tecnológico Campo Verde – peruwiański klub piłkarski z siedzibą w mieście Pucallpa.

## Osiągnięcia
- Finał Copa Peru: 2009
- Campeonato Región III: 2009
- Liga Departamental de Ucayali: 2008, 2009
- Liga Provincial de Coronel Portillo: 2009